# ستيفن فاجن
ستيفن فاجن (بالإنجليزية: Steven Fagin) دبلوماسي أمريكي يعمل سفيراً للولايات المتحدة في اليمن منذ عام 2022.

## النشأة والتعليم
التحق فاجن بمدرسة إيست برونزويك الثانوية وحصل على بكالوريوس الآداب من كلية ويليامز وماجستير في الآداب من جامعة ميشيغان. كما التحق بكلية الحقوق بجامعة هارفارد وكان طالب تبادل في جامعة ولاية تبليسي في جورجيا.

## تعيينه سفير في اليمن
في 17 نوفمبر 2021 أعلن الرئيس جون بايدن عزمه على ترشيح فاجن ليكون سفير الولايات المتحدة القادم في اليمن. في 2 ديسمبر2021 أٌرسل ترشيحه إلى مجلس الشيوخ نهاية عام 2021.
عُقدت جلسات استماع بشأن ترشيحه أمام لجنة العلاقات الخارجية بمجلس الشيوخ في 3 مارس 2022 وتم تأكيد ترشيحه في مجلس الشيوخ في 7 أبريل 2022. قدم أوراق اعتماده رسميا كسفير في 1 يونيو 2022.

## أنظر أيضا
- سفراء الولايات المتحدة

| سبقه كريستوفر هينزل | سفير الولايات المتحدة إلى اليمن 2022- | تبعه |